# Föhrden-Barl
Föhrden-Barl település Németországban, Schleswig-Holstein tartományban. Lakosainak száma 289 fő (2023. december 31.).

## Népesség
A település népességének változása:
| Lakosok száma | 278  | 302  | 298  | 295  | 289  | 289  |
|               | 1975 | 2017 | 2019 | 2021 | 2022 | 2023 |